# Господство террора
Господство террора (англ. The Reign of Terror) — восьмая серия британского научно-фантастического телесериала «Доктор Кто», состоящая из шести эпизодов, которые были показаны в период с 8 августа по 12 сентября 1964 года.

## Синопсис
Пытаясь отправить Барбару и Иэна в их родное время, Доктор попадает во Францию 18 века, в разгар Французской революции, где их ждут нелёгкие испытания.

## Сюжет

### Эпизод 1. Земля страха
Доктор заявляет, что ТАРДИС привезла их во время Барбары и Иэна. Доктор просит их уйти. Иэн не уверен, что Доктор не ошибся. Доктор, чтобы доказать обратное, соглашается проводить их. На улице Доктор со спутниками встречают мальчика, который говорит, что они во Франции, в 12 километрах от Парижа. Мальчик сбегает, а Иэн высказывает неуверенность, что Доктор не ошибся с временем. Они находят дом, в который и заходят. Спутники остаются на первом этаже, а Доктор поднимается наверх, где его ударяют по голове. По окружающим вещам спутники узнают, что они попали во время французской революции. Приходят два француза: Дарженсон и Рувруа, которые задают вопрос — за кого они. Барбара признаётся, что они англичане и к революции никакого отношения не имеют. На вопрос, одни ли они, Барбара соврала, ответив, что одни. Французы уличили их во лжи, зная, что Доктор схвачен ими и заперт на втором этаже. Тут приходят противники Дарженсона и Рувруа. Дарженсон попытался уйти через задний ход, за ним вышел Рувруа. Побег не удался, их убили. Также во время обыска схваченными оказались Сьюзен, Барбара и Иэн. Перед уходом французы поджигают дом. Тут в сознание приходит Доктор, который понимает, что он в горящем доме. От дыма он теряет сознание.

### Эпизод 2. Гости мадам Гильотины
Сьюзен, Барбару и Иэна приказали казнить на гильотине, а пока её готовят, героев сажают в камеру. Иэна в одну камеру, Барбару и Сьюзен — в другую. Доктор очнулся на земле. Его спас мальчик из первого эпизода, зовут его Жан Пьер. Доктор отправляется в Париж, спасать друзей. Умирающий сокамерник Иэна просит его найти Джеймса Стерлинга, который должен важным донесением предотвратить войну Англии с Францией. Искать ему нужно у Жюль Рено. Со знаком «серая собака». По дороге Доктор встречает рабов-крестьян. Нахамив их управляющему, получил работу. Управляющий потребовал документы, которых у Доктора не было, и сделал его одним из невольников. Барбара, разобрав кровать, пытается железкой поднять один из бетонных блоков, начинает делать подкоп, но это требует времени. Француз Леметр начинает подозревать, что сокамерник успел что-то передать Иэну, и вычёркивает Иэна из списка осуждённых на казнь. Из-за панического страха перед крысами у Сьюзен девушки перестают копать. Доктор решает бежать, объединившись с остальными невольниками. Разговорами о затмении они отвлекают управляющего, и Доктор крадёт из его кармана две монеты. Одну засыпает землёй, другую кладёт на поверхность и кричит, что нашёл монету. Управляющий подходит посмотреть. Доктор говорит, что здесь зарыто сокровище. Управляющий, чуть копнув, находит вторую монету. После управляющий заявляет, что сам будет копать и невольники не получат его сокровище. Когда управляющий начинает копать, Доктор ударяет его лопатой по голове. Невольники разбегаются, а Доктор продолжает идти в Париж и доходит до указателя «До Парижа 5 км». Барбару, Сьюзен и нескольких других французов приказали вести на гильотину. Барбаре тюремщик сказал, что Иэна вычеркнули из списка, а вот девушкам не так повезло. Через окно Иэн увидел, как Барбару и Сьюзен ведут на казнь.

### Эпизод 3. Изменение личности
Доктор наконец добирается до Парижа. Два француза с пистолетами кого-то ожидают, их имена Жак и Жюль. Из разговора становится известно, что с ожидаемыми будут 5-6 солдат. Гражданин зовёт тюремщика, и тот, впопыхах, оставляет связку с ключами в замочной скважине на тюремной двери Иэна. Иэн достаёт один из ключей, остальные оставляет на месте. Тюремщик не замечает кражи, ведь остальные ключи Иэн положил на место. Два француза убивают охранников и освобождают заключённых, в том числе Барбару и Сьюзен. Доктор обменивает весь свой наряд и кольцо на пальце на одежду местных управленцев, пергамент и пищу. Французы приводят героинь в дом, где живёт ещё одна женщина, Даниэль, сестра Жюля. Иэн открывает решётку с помощью украденного ключа. Тюремщик напился и помешать Иэну не смог. Барбара и Сьюзен рассказывают о смерти Рувруа и Дарженсона. Жюль говорит, что надо уточнить план побега с неким Леоном. У Сьюзен постоянно болит голова, и Даниэль уводит её в соседнюю комнату. Приходит Леон, который рассказывает Жюлю о том, что о них расспрашивают. Леон остаётся с Барбарой наедине и предлагает ей вино. Тут Доктор в костюме управляющего заходит в тюрьму и выдаёт себя за важную персону. Под предлогом, что его друзья сбежали из его провинции, он просит их выдать. Тюремщик говорит, что женщин увели на гильотину, но по дороге их освободили, а Иэн сбежал. Тут появляется гражданин. В доказательство своей личности Доктор даёт ему саморучно написанный документ. Гражданин приглашает Доктора на собрание с первым главой Робеспьером, где они собирались обсудить южные провинции, по поддельным документам принадлежащие Доктору. Чтобы не раскрыть свою личность, Доктор соглашается идти на собрание. Лавочник, у которого Доктор получил наряд, предоставил тюремщику кольцо Доктора и информацию, которая может раскрыть его личность. К счастью, Доктор уже ушёл к Робеспьеру, но лавочник хочет разоблачить предателя.

### Эпизод 4. Французский тиран
Доктора обвиняют, что в его провинции предателей выявляют медленнее, и в ответ получают: «Может, это потому, что у нас меньше предателей?» Доктор предупреждает, что врагов будет всё больше. Робеспьер готов казнить хоть всех предателей, если это потребуется, поскольку весь разговор проходит о Париже. Робеспьер просит Леметра привести Доктора завтра для разговора о его провинциях. Сьюзен лежит под одеялом, рядом села Барбара, чуть дальше стоит Леон. Они решают отвести Сьюзен к врачу, хотя это рискованно. Леон уходит за врачом. Сьюзен замечает, что Барбаре понравился Леон. Барбара помогает Сьюзен встать, и они выходят из комнаты. Жан и Жюль Рено заносят какого-то мужчину в мешке и закрывают окна. Схваченным мужчиной без сознания оказывается Иэн. Леметр приказывает тюремщику подготовить место для Доктора, а сам уходит в свой кабинет, где его ждёт лавочник. Лавочник рассказывает, что Доктор купил у него одежду, а единственное, что у него осталось в доказательство, — кольцо. Тюремщик угрожает пистолетом Доктору, и тому приходится последовать на подготовленное место. Иэн встречается с Барбарой. Они приняли решение, что Жан пойдёт искать Доктора, а Иэн и Жюль — Джеймса Стерлинга. Иэн подозревает, что Леон и есть Джеймс Стерлинг. Сьюзен становится хуже. Доктор попытался уйти, но его останавливает Леметр. В связи с тем, что врач не придёт, решено отвезти Сьюзен самостоятельно. Чтобы не вызвать подозрений, со Сьюзен едет лишь Барбара. Врач говорит, что ничего особенного, но ему не нравятся волдыри на руках и нужно сделать кровопускание, и уходит за пиявками. Сьюзен начала паниковать и попросила Барбару уйти побыстрее, но дверь оказалась заперта. После врач приводит солдат, и они уводят девушек. Иэн волнуется, что девушек долго нет. Тогда Жюль вызывается идти за ними. Он говорит, что организовал встречу с Леоном и отправил Иэна к нему. Сьюзен отправляют в клетку, а Барбару на допрос в свой кабинет пригласил Леметр. В кабинете Барбара встречает Доктора. Они рады встрече. Леметр подслушал под дверью, и его подозрения оправдались. Иэн пришёл на встречу с Леоном. Тут входят два солдата. Леон достаёт пистолет и объявляет Иэну, что он попал в ловушку.

### Эпизод 5. Необходимая сделка
Леон признаётся, что он предатель. Иэна на цепи приковывают к столбу и требуют у него информацию. Иэн сразу говорит, что ничего не знает, но ему не верят. Леметр подслушал, что Барбару приютил Жюль Рено. Леметра требуют к Робеспьеру, он уходит. Доктор просит Барбару выйти из двери через пять минут после него и идти к выходу. Доктор выходит и спрашивает у тюремщика, где Леметр. Получив ответ, что он ушёл, Доктор заявляет, что не может ждать и что после допроса он уверен, девушка — предатель. Также он заявляет, что девушка знает всех предателей в стране. Тюремщик предлагает отпустить её и устроить за ней слежку. Барбара уходит. Жюль узнал, что Барбара и Сьюзен схвачены, а когда пришёл домой, не нашёл там и Иэна. Иэн продолжает уверять, что ничего не знает, но после на вопрос «Как ты попал во Францию?» честно отвечает — с тремя друзьями в будке, а когда отплывал, был 1963 год. Леон отдаёт знак солдатам, и они начинают приближаться. Но тут появляется Жюль и из пистолета убивает одного солдата. Леон достаёт пистолет, но получает от Жюля прикладом. Второй солдат тоже достал пистолет, но Иэн выбивает его ногой. Жюль хватает солдата за горло. Леон стреляет, а Жюль закрылся солдатом как щитом. Леон пятится за вторым пистолетом, но у Жюля в плаще второй пистолет. Жюль убивает предателя и освобождает Иэна. Доктор успел передать Сьюзен, что он жив. Приходит тюремщик и начинает обвинять Доктора, что тот не послал солдат за Барбарой. Доктор заявляет, что думал, этим займется тюремщик. Тогда Доктор предлагает освободить Сьюзен, и он лично проследит за ней. К сожалению, тюремщик решает принять потерю пленного, но не отпускать Сьюзен. Робеспьер узнал, что среди политиков есть предатели, и он приказывает Леметру поймать главного из них — Поля Барраса. Иэн и Жюль встречают Барбару, которая рассказывает им о том, что Доктор жив. Жюль рассказывает Барбаре о предательстве и убийстве Леона. Барбаре это не понравилось. Доктор просит Сьюзен лечь на пол и не двигаться. После он объявляет, что заключённая сбежала, предварительно забрав у тюремщика бутылку. Тюремщик посмотрел в тюремное окошко и не увидев Сьюзен, которая прижалась к двери снизу, открывает дверь. В этот момент Доктор бьёт тюремщика бутылкой по голове. Когда они уже уходили, появился Леметр с двумя охранниками. Встаёт тюремщик. Сьюзен снова сажают в камеру. Леметр забирает Доктора в свой кабинет. Леметр разоблачил Доктора, но убивать его не стал, решая сделать его своим союзником, видя в нём ценного человека. Леметр предлагает Доктору сделку: он выдаст Жюля Рено, а взамен Леметр освободит Доктора и Сьюзен. Доктор отказывается. Жюль говорит, что ему жалко было убивать Леона, он был его другом. Ещё он сказал, что откроет дверь, если придут Доктор со Сьюзен. Приходит Доктор, но с Леметром. Жюль обвиняет Доктора в предательстве.

### Эпизод 6. Пленники Консьержери
Леметр заявляет, что пришёл без оружия, также он называет своё настоящее имя — Джеймс Стерлинг. Он рассказывает о встрече Поля Барраса. Он просит проследить за ним Жюля, Иэна и Барбару. Из сообщения, переданного Иэну его сокамерником, становится известно место встречи. Жюль запер хозяина гостиницы, Барбара переоделась официанткой, а Иэн проделал дырку в соседней комнате и стал прикидываться барменом. Приходит Поль, а после и его знакомый, лицо знакомого не видно. Они запираются в комнате, но у героев есть дырка в стене, чтобы наблюдать. Гостем оказался Наполеон Бонапарт. Поль хочет арестовать Робеспьера и создать государство, которым будут руководить три консула, одним из которых предлагается стать Бонапарту. Герои хотят остановить Барраса. Жюль отправляется ждать с повозкой. Джеймс и Иэн едут на конвенцию. Барбара и Доктор пошли спасать Сьюзен. Барбара засмеялась, ведь она знает, что Робеспьер будет казнён, а Бонапарт станет императором. Иэн и Стерлинг пришли слишком поздно, Робеспьера схватили и повезли в тюрьму, прямиком к Доктору. Доктор пошёл в тюрьму один, оставив Барбару на улице. В тюрьме он сказал, что Леметр был застрелен при попытке бегства. Доктор объявил тюремщика сообщником предателя — Леметра. Два охранника схватили тюремщика. Потом Доктор сказал, что сообщников Робеспьера привезут сюда и нужно освободить заключённых. Под страхом увольнения тюремщик отдаёт ключи Доктору. К Барбаре подошли Иэн и Стерлинг. Они стали свидетелями того, как Робеспьера завели в тюрьму. Они встречают Жюля на повозке. Доктор выводит Сьюзен, и вся группа уезжает на повозке. В планах Жюля найти Жака. В планах Джеймса вернуться в Англию. Иэн рассказал Жюлю, что Бонапарт станет императором, что привело Жюля в изумление. Группа доехала до ТАРДИС и продолжила своё путешествие.

## Трансляции и отзывы
| Эпизод                  | Дата показа      | Продолжительность | Телезрители (в миллионах) | Archive                            |
| ----------------------- | ---------------- | ----------------- | ------------------------- | ---------------------------------- |
| «Земля страха»          | 8 августа 1964   | 24:24             | 6,9                       | 16mm t/r                           |
| «Гости мадам Гильотины» | 15 августа 1964  | 24:04             | 6,9                       | 16mm t/r                           |
| «Изменение личности»    | 22 августа 1964  | 25:23             | 6,9                       | 16mm t/r                           |
| «Французский тиран»     | 29 августа 1964  | 24:46             | 6,4                       | Only stills and/or fragments exist |
| «Необходимая сделка»    | 5 сентября 1964  | 23:51             | 6,9                       | Only stills and/or fragments exist |
| «Пленники Консьержери»  | 12 сентября 1964 | 25:04             | 6,4                       | 16mm t/r                           |
| [ 1 ] [ 2 ] [ 3 ]       |                  |                   |                           |                                    |